# Bassam Shakhashiri

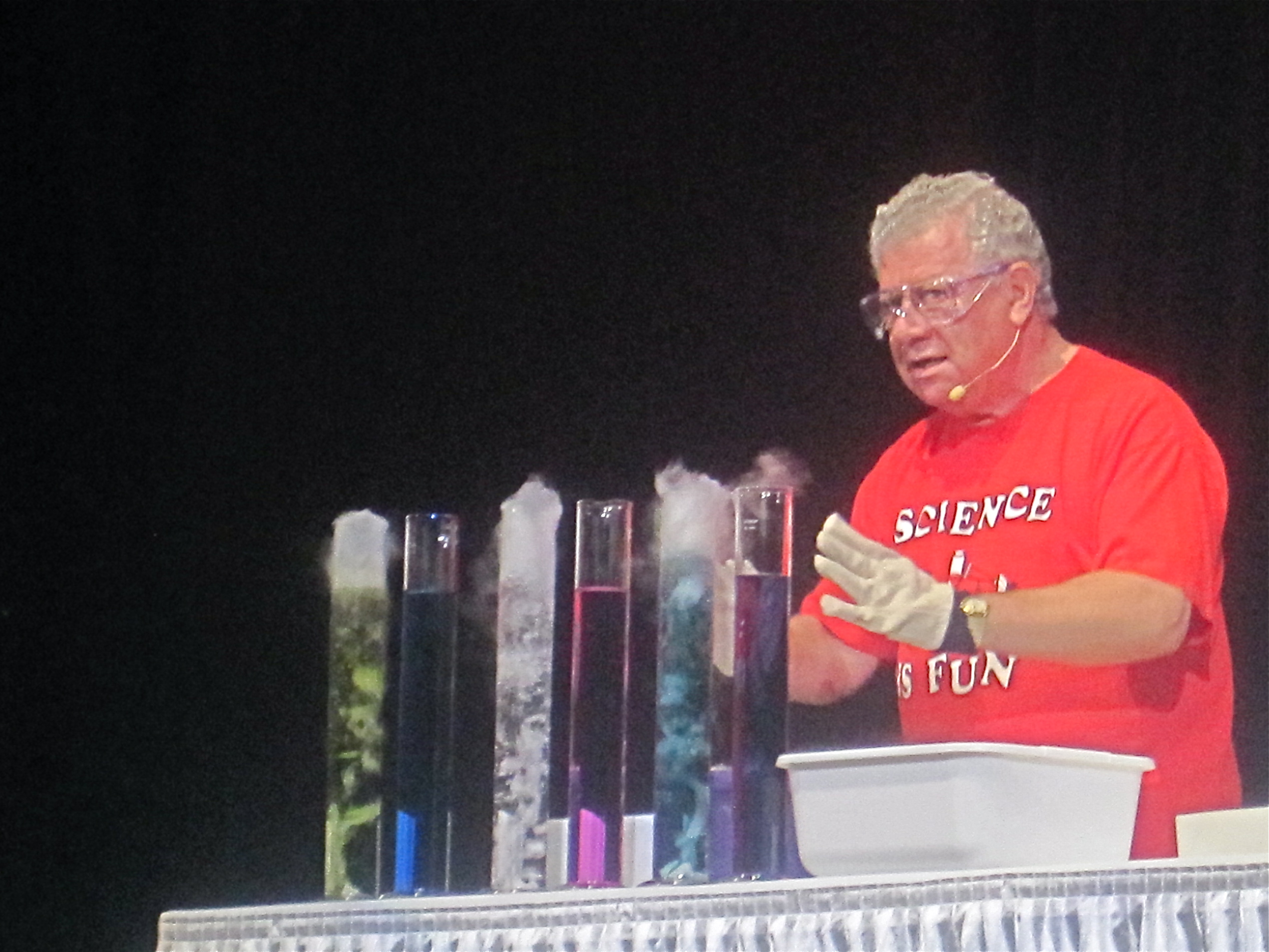
Shakhashiri bei seinem Programm Science is Fun (2011)

Bassam Z. Shakhashiri (* 1939 in Enfeh, Libanon) ist ein amerikanischer Chemiker libanesischer Abstammung. Er ist seit 1970 an der University of Wisconsin–Madison tätig, erlangte allerdings vor allem durch sein Engagement rund um die Förderung von wissenschaftlicher Ausbildung Bekanntheit. Er ist Träger zahlreicher Auszeichnung sowie Ehrendoktorwürden und stand 2012 der American Chemical Society als Präsident vor.

## Karriere

### Werdegang
Bassam Z. Shakhaskiri wurde 1939 in eine Akademikerfamilie geboren. Sein Vater, Zekin A. Shakhashiri, forschte in Gesundheitswissenschaften (public health) an der Amerikanischen Universität Beirut, während seine Mutter, Adma N. Shakhashiri, einen Abschluss von der Libanesisch-Amerikanischen Universität hatte. 1957 siedelte Bassam Z. Shakhashiri mit seinen Eltern und seinen beiden Schwestern in die Vereinigten Staaten über. Dort setzte er sein an der Amerikanischen Universität Beirut begonnenes Studium fort und schloss dies 1960 an der Boston University mit einem Bachelor der Chemie ab. Nach einem Jahr Aufenthalt am Bowdoin College in Brunswick setzte er sein Studium an der University of Maryland fort, wo er 1964 den Master sowie 1968 den Ph.D. erlangte. Als Post-Doc verbrachte er zwei Jahre an der University of Illinois at Urbana-Champaign, ehe er sich 1970 an die University of Wisconsin–Madison begab, an der er bis heute in Forschung und Lehre tätig ist.

### Wirken
Shakhashiri verschrieb sich in erster Linie dem Ziel, die Chemie der Allgemeinheit verständlich zu machen bzw. näher zu bringen. Zudem setzt er sich für die Förderung und Verbesserung der Lehre an Schulen und Hochschulen ein. Bereits 1977 war er Mitbegründer und erster Vorsitzender des Undergraduate Teaching Improvement Council, eines Zusammenschlusses von Hochschullehrern, der sich für eine Verbesserung der Lehrarbeit an allen Universitäten Wisconsins einsetzt. Zudem gründete er 1983 das Institute for Chemical Education, das sich für die chemische Ausbildung in Schulen und Hochschulen engagiert. Von 1984 bis 1990 war er für die National Science Foundation tätig und verantwortete dort als Assistenzdirektor den Bereich Ausbildung in den Direktoraten Naturwissenschaften und Ingenieurwissenschaften (Assistant Director for Science and Engineering Education).
Bekanntheit erlangte Shakashiri vor allem durch das von ihm ins Leben gerufene Projekt Science is Fun (dt.: Wissenschaft macht Spaß). Dabei geht es in erster Linie um die Präsentation von interessanten chemischen Experimenten an Schulen, bei öffentlichen Veranstaltungen oder auch im Fernsehen, um die Aufmerksamkeit sowie die Lust an der Wissenschaft zu steigern. Mittlerweile bietet das Projekt eine Reihe von weiteren Programmen, die eher auf Lehrer ausgerichtet sind oder auch die Verhältnisse zwischen Wissenschaft und Ethik, Religion, Politik oder Wirtschaft beleuchten.
Ferner hielt Shakashiri bereits über 1400 Gastvorträge auf der ganzen Welt und tritt regelmäßig in Radio und Fernsehen auf.

### Ehrungen
Shakashiri erhielt bisher über 35 individuelle Auszeichnungen, die sich alle auf sein Wirken rund um die Förderung von Verständnis und Lehre der Wissenschaft beziehen. Nachfolgend findet sich eine Auswahl:
- Award for Public Understanding of Science and Technology der American Association for the Advancement of Science (2002)
- Chemical Pioneer Award des American Institute of Chemists (2005)
- Helen M. Free Award der American Chemical Society (2005)
- Carl Sagan Award for Public Understanding of Science des Council of Scientific Society Presidents (2013)

Er ist Fellow der New York Academy of Sciences sowie der American Association for the Advancement of Science und erhielt Ehrendoktorwürden der George Washington University, der Illinois State University, des Ripon College, der University of Colorado, der Grand Valley State University, der University of South Carolina sowie der Libanesisch-Amerikanischen Universität.
Ferner stand Shakashiri der American Chemical Society 2012 als Präsident vor; ihr Mitglied ist er bereits seit 1962 sowie Fellow seit 2010.

## Persönliches
Shakashiri ist verheiratet und hat eine Tochter.